# Los Bancos, Parácuaro
Los Bancos är en ort i Mexiko.   Den ligger i kommunen Parácuaro och delstaten Michoacán de Ocampo, i den södra delen av landet, 300 km väster om huvudstaden Mexico City. Los Bancos ligger 772 meter över havet och antalet invånare är 844.
Terrängen runt Los Bancos är kuperad åt sydost, men åt nordväst är den bergig. Runt Los Bancos är det ganska glesbefolkat, med 48 invånare per kvadratkilometer. Närmaste större samhälle är Apatzingán, 18,9 km sydväst om Los Bancos. I omgivningarna runt Los Bancos växer huvudsakligen savannskog.